# Провулок Сергія Параджанова
Прову́лок Сергія Параджанова — провулок в Шевченківському районі міста Києва, місцевість Нивки. Пролягає від вулиці Сергія Параджанова до вулиці Черняховського.

## Історія
Провулок виник у середині XX століття під назвою 869-Б Нова вулиця. З  1950-х років набув назву провулок Шаумяна, на честь революціонера-більшовика Степана Шаумяна.
Сучасна назва на честь вірменського і українського кінорежисера Сергія Параджанова — з 2017 року.

## Перейменування
У вересні — листопаді 2015 року Київська міська державна адміністрація провела громадське обговорення щодо перейменування провулку Шаумяна на провулок Миколи Плахотнюка, на честь Миколи Плахотнюка, лікаря та колишнього політв'язня. Враховуючи заперечення вдови Плахотнюка, комісія з питань найменувань при Київському міському голові розглянула інші варіанти перейменування та надала свої рекомендації.